# محوطه ورودی ۱۱
محوطه وروی ۱۱ مربوط به دوره ساسانیان - سده‌های اولیه دوران‌های تاریخی پس از اسلام است و در شهرستان مهران، بخش ملکشاهی، دهستان گچی، شرق و شمال شرق روستای وروی واقع شده و این اثر در تاریخ ۲۶ اسفند ۱۳۸۶ با شمارهٔ ثبت ۲۲۱۴۷ به‌عنوان یکی از آثار ملی ایران به ثبت رسیده است.